# Pentina miracula
Pentina miracula är en fjärilsart som beskrevs av Paul E. Whalley 1976. Pentina miracula ingår i släktet Pentina och familjen Thyrididae. Inga underarter finns listade i Catalogue of Life.